# エドラダワー蒸留所
エドラダワー蒸留所（エドラダワーじょうりゅうじょ、Edradour Distillery [ˈɛdrədaʊə]）は、スコットランドのハイランドにあるスコッチ・ウイスキーの蒸留所。
長らくスコットランド最小のウイスキー蒸留所として知られていたが、2018年にポットスチルを増設して生産規模を拡大した。また、積極的に観光客の見学を受け入れている蒸留所としても知られている。

## 歴史
エドラダワーに残っている最も古い蒸留の記録は1823年に遡る。同年には物品税法が施行されウイスキーにかかる税金が引き下げられていたが、この頃はまだ密造であった。合法蒸留所としての始まりは1825年で、ピトロッホリー近隣の農家8名がアソール公爵の領地を借り受け、農園に併設された蒸留所として生産が始まった。この頃は「グレンフォレス蒸留所」（英：Glenforres distillery）という名称であった。その後、1837年にジェームズ・スコットとダンカン・スチュワートが蒸留所の経営者となり、その際に「エドラダワー」（英：Edradour）という名称に改められた。エドラダワーの語源についてはゲール語で「スコットランド王エドレッドの小川」とする説と、「ふたつの小川の間」とする説がある。
その後はスコッチウイスキー蒸留所の例に漏れず幾度もオーナーが変わっていく。1841年にはジョン・マクラシャンに、1860年にはジェームズ・レイドに、1885年にはドナルド・レイドに、1886年にはジョン・マッキントッシュの手に渡る。1933年にはアメリカのJ・G・ターニー・アンド・サンズ社傘下のウィリアム・ホワイトリー社に買収された。この会社はエドラダワーを「キングス・ランサム」や「ハウス・オブ・ローズ」といったブレンデッドウイスキーの原酒として使った。特に「キングス・ランサム」は当時世界で最も高価なウイスキーであった。
その後は長らくウィリアム・ホワイトリー社の所有が続くが、1982年にフランスの大手酒造グループ、ペルノ・リカール傘下のキャンベル・ディスティラーズ社に買収された。現在のエドラダワーは観光客を多数受け入れる蒸留所として有名だが、その方針はペルノ・リカール時代につくられたものである。
ペルノ・リカール傘下に入ってから20年後の2002年には、インディペンデント・ボトラーとして著名なシグナトリー・ヴィンテージに買収された。買収額は540万ポンド。シグナトリー傘下に入ってからはラフロイグ蒸溜所の元蒸留所長であるイアン・ヘンダーソンをマネージャーとして採用し、生産方針を大きく変えた。2003年にはヘビリーピーテッドタイプの銘柄「バレッヒェン」の生産を開始したほか、2018年には第2蒸留所を開設。生産量を従来の倍以上に伸ばしている。

## 製造

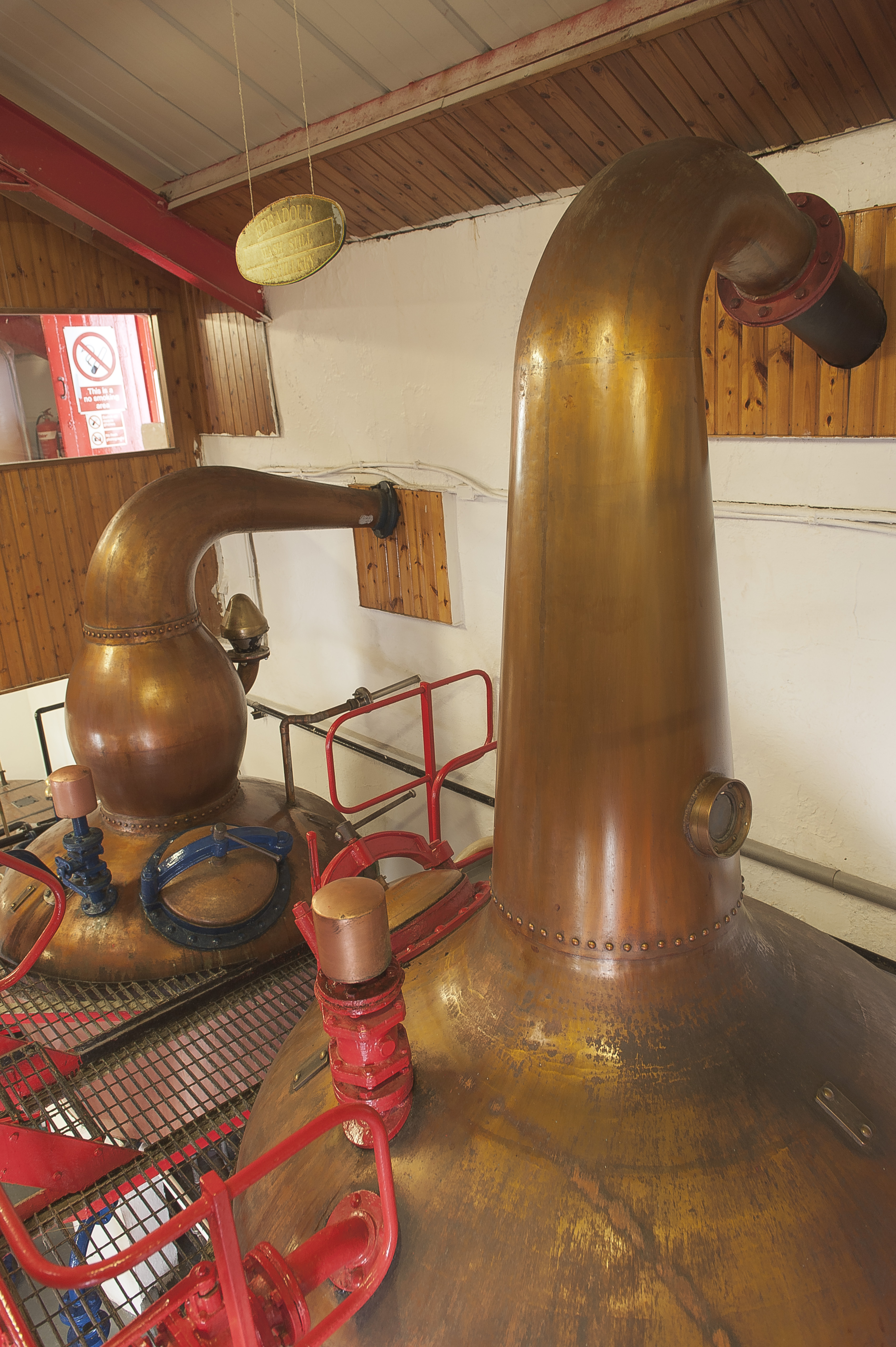
右が初留器、左が再留器

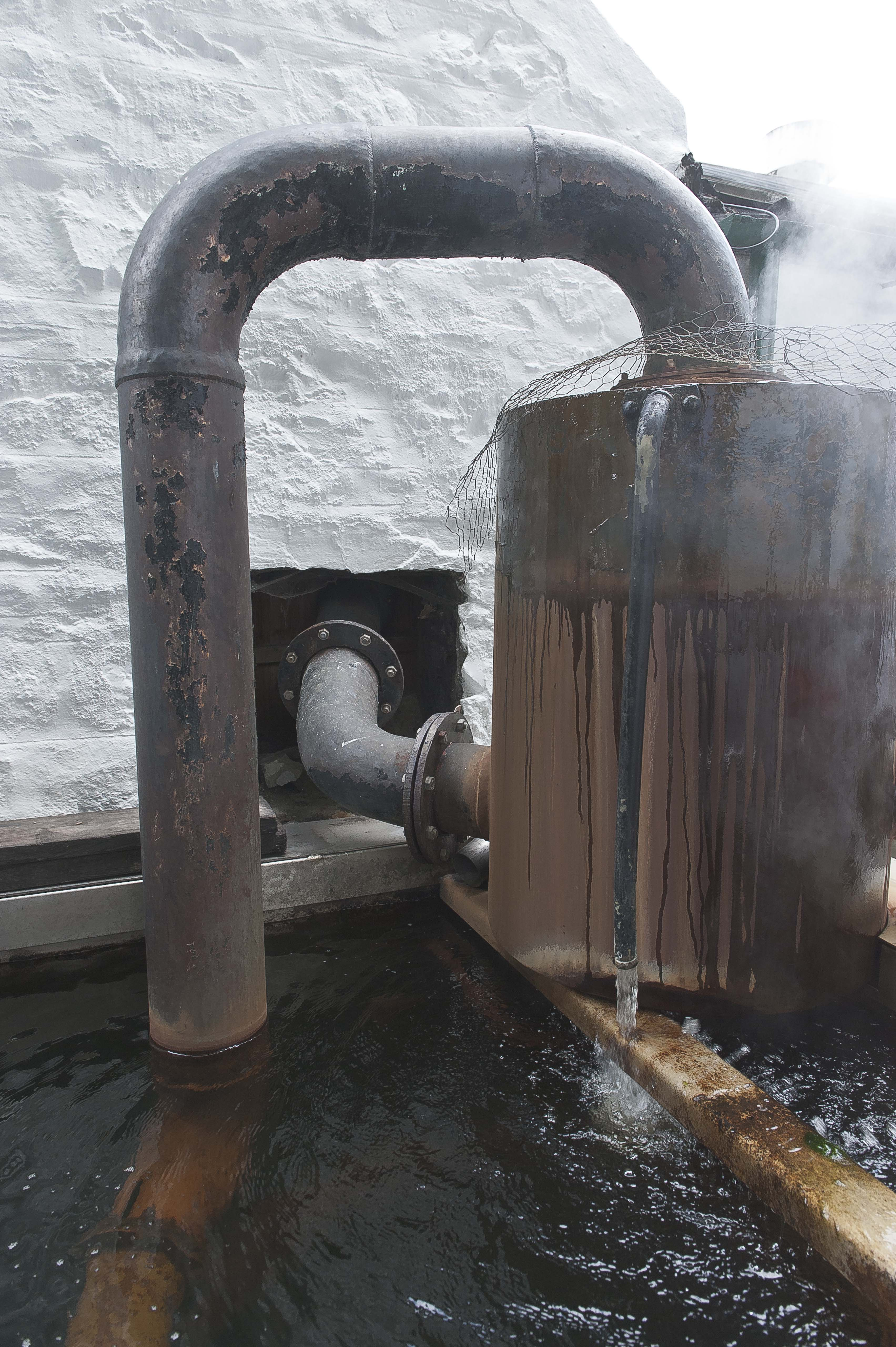
ワームタブ

エドラダワーは2018年に第2蒸留所を設立するまで長らくスコッチウイスキー最小の蒸留所として知られていたほか、生産工程の多くが機械化されていない手作業で行われている。たとえば糖化が終わった後にマッシュタン（糖化槽）に残るドラフ（麦芽の残り）は人力でかき出されている。また、第2蒸留所増設前はたった3人ですべての生産工程を行っており、一年間でわずか9万リットル程度の生産量しかなかった。これはスペイサイドの標準的な蒸留所の40分の1程度の量であった。2018年以降はそれまでの倍以上である年間26万リットルを生産している。

### 製麦・仕込み・発酵
製麦はペルノ・リカール時代の1990年に廃止されており、現在エドラダワーでは行われていない。麦芽は製麦業者（モルトスター）から調達している。「エドラダワー」に使う麦芽はピートを焚かないものだが、「バレッヒェン」に使う麦芽はフェノール値50 ppmまでピートを焚いたものを使っている。
仕込みに使う麦芽は1回あたり1.1トン。仕込み水にはベンヴラッキー山の泉水が使われている。マッシュタン（糖化槽）は鋳鉄製で旧式のプラウ&レイキを使用しているほか、麦汁の冷却装置はモートン式のウォーツクーラーを使っている。これは1934年に製造され、それ以来長らく使われ続けてきたが、現在は2009年に製造されたレプリカが稼働している。なお、現在もモートン式が稼働しているウイスキー蒸留所はエドラダワーの他に存在しない。
ウォッシュバック（発酵槽）はオレゴンパイン製のものが第1・第2蒸留所を合わせて8基ある。

### 蒸留・熟成・瓶詰め
ポットスチルは第1・第2蒸留所それぞれに2基ずつ、合計で4基が稼働している。第1・第2どちらも初留器（ストレートヘッド型）、再留器（バルジ型）が1基ずつあり、加熱方法はすべて蒸気加熱式である。蒸留後の冷却には19世紀以来の伝統的なワームタブを使っている。ワームタブとは、蒸留によって得られた気化アルコールを液化させる巨大な冷却槽のこと。広いスペースと大量の冷却水が必要な上に時間がかかるため効率はよくないが、時間をかけて液化させることでスピリッツの味わいがヘビーになる傾向がある。また、蒸留器のサイズが非常に小さいことが知られており、初留器が4,200リットル、再留器が2,100リットルである。特に再留器は人間の背丈ほどの高さであり、これは法律で認められる最小サイズである。
シグナトリーによる買収後、2008年、2009年と立て続けに熟成庫が増築されている。現在はここでエドラダワーの原酒を熟成しているほか、シグナトリーが所有する樽も熟成されている。また、エドラダワーとシグナトリーの製品はどちらも敷地内の共通の設備でボトリングされている。

## 製品

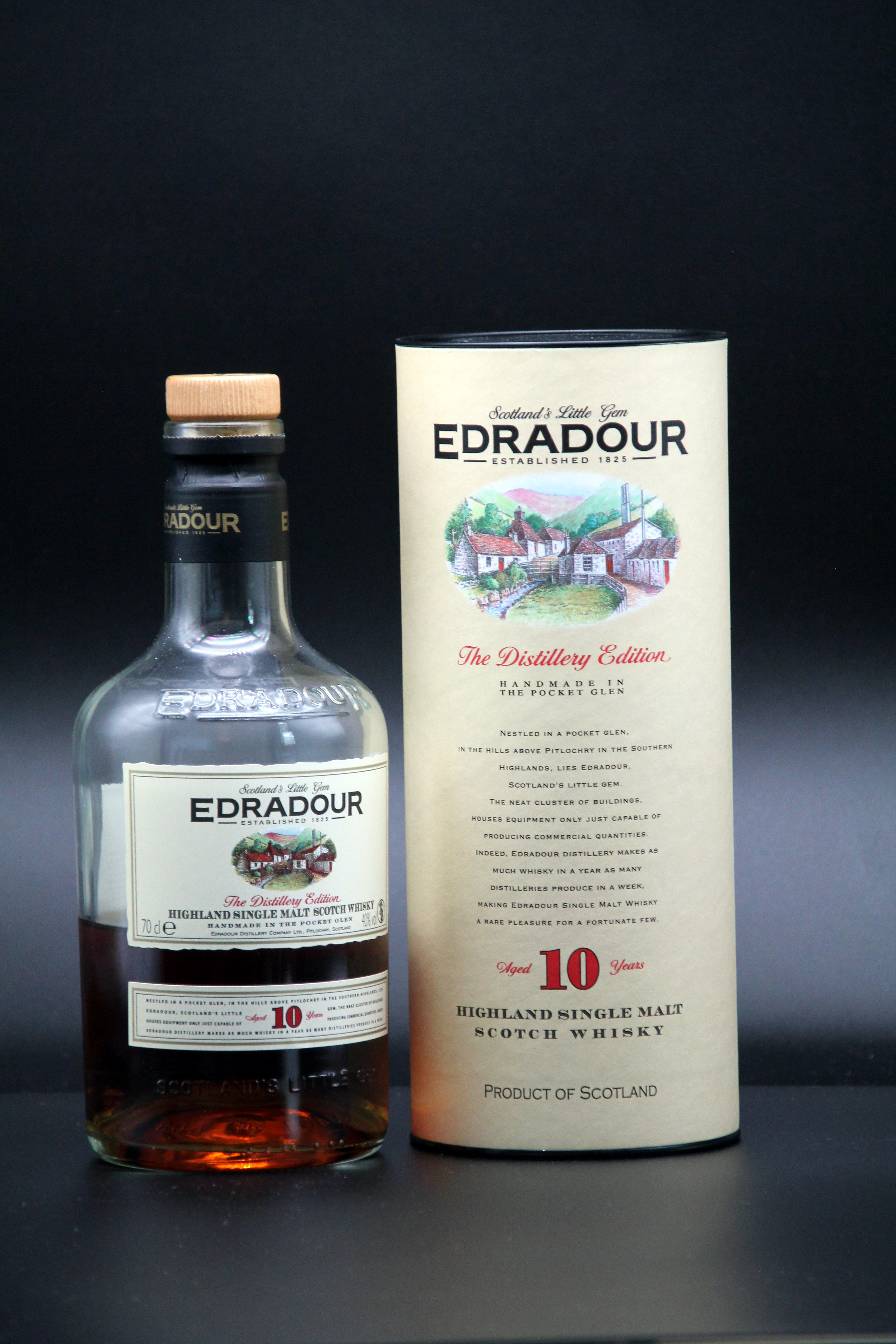
エドラダワー10年

蒸留所名を冠したシングルモルトウイスキーの「エドラダワー」シリーズが主力製品として販売されているほか、2003年から生産を始めたヘビリーピートタイプの「バレッヒェン」が販売されている。ただし、バレッヒェンは第1蒸留所でごく少量が生産されるのみである。バレッヒェンは昔エドラダワー近郊に存在した蒸留所の名前が由来である。

### 使用されているブレンデッドウイスキー
- ハウス・オブ・ローズ[9]
- キングスランサム[9]

キングス・ランサムは「王様の身代金」を意味し、その名は試飲した人があまりの美味しさに「これはまさに王様の身代金に匹敵する！」と叫んだという逸話に由来する。生産方法に特徴があり、ブレンド後に樽詰めし、世界一周する客船にバラスト代わりに積み込んでマリッジを行うという、他に類を見ない方式を採用している。なお現在はもう生産されていない。

## 評価
評論家のマイケル・ジャクソンはエドラダワーのハウススタイルを「スパイシー、ミントっぽい、クリーミー。食後酒」と評している。評論家の土屋守はエドラダワーの味わいを「ハチミツのように甘い香り、クリーミーでとろけるような舌触り」と評している。
また、立地や建物の外観が風光明媚なことから観光地としての人気が非常に高く、エドラダワーを訪れる観光客は年間10万人、ビジターセンターの売上は年間100万ポンドにもおよぶ。10万人という数字はグレンタレット蒸留所に次いで2番目の多さである。